# Tipula linsdalei
Tipula linsdalei är en tvåvingeart som beskrevs av Alexander 1951. Tipula linsdalei ingår i släktet Tipula och familjen storharkrankar. Inga underarter finns listade i Catalogue of Life.